# Sainte-Croix-de-Mareuil
Sainte-Croix-de-Mareuil là một xã, nằm ở tỉnh Dordogne vùng Aquitaine của Pháp. Xã này có diện tích 11,93 km², dân số năm 2006 là 132 người. Xã nằm ở khu vực có độ cao trung bình 120 m trên mực nước biển.

## Hành chính
| Danh sách các xã trưởng                |             |                    |                  |         |
| Giai đoạn                              | Giai đoạn   | Tên                | Đảng             | Tư cách |
| 1996                                   | đương nhiệm | Michel Jacky Boyer | không chính thức | hưu trí |
| Tất cả các dữ liệu trước đây không rõ. |             |                    |                  |         |

## Thông tin nhân khẩu
| Năm    | 1962 | 1968 | 1975 | 1982 | 1990 | 1999 | 2006 |
| ------ | ---- | ---- | ---- | ---- | ---- | ---- | ---- |
| Dân số | 160  | 150  | 153  | 144  | 142  | 137  | 132  |